# كينغ فون
دايفون داكوان بينيت ،المعروف باسم كينغ فون (9 أغسطس 1994 - 6 نوفمبر 2020)، هو مغني راب أمريكي من شيكاغو.

## مقتله
في 6 نوفمبر 2020 تورط كينغ فون في مشاجرة في ملهى ليلي بوسط مدينة أتلانتا بين مجموعتين من الرجال، أحدهم مرتبط بمغني الراب كواندو روندو. وحوالي الساعة 3:20 صباحًا، أدى الخلاف إلى تبادل لإطلاق النار، حيث أن صديق المغني كواندو روندو يدعى تيميثي ليكس أطلق النار على كينغ فون، تم نقل كينغ فون إلى المستشفى في حالة حرجة وتوفي في وقت لاحق من ذلك اليوم عن عمر 26 عامًا. في تلك المشاجرة قُتل ثلاث أشخاص منهم المغني كينغ فون وأصيب آخرون.،